# Turnić, Rijeka
Turnić (italienska: Torretta) är ett lokalnämndsområde och stadsdel i Rijeka i Kroatien.     

## Geografi
Turnić gränsar till lokalnämndsområdena Sveti Nikola i väster, Pehlin i nordväst, Podmurivce i norr och nordöst samt Mlaka i sydöst och söder. 

## Byggnader och anläggningar (urval)
- Eugen Kumičićs grundskola
- Rijekas stadsbibliotek – avdelning Turnić
- Torettas fotbollscentrum
- Turnićs grundskola